# Garypus decolor
Garypus decolor är en spindeldjursart som beskrevs av William B. Muchmore 1991. Garypus decolor ingår i släktet Garypus och familjen gammelekklokrypare. Inga underarter finns listade i Catalogue of Life.